# Kalambaka
Kalambaka (řecky Καλαμπάκα) je město v Řecku. Je součástí okresu Trikala v kraji Thesálie. Žije v něm 8 330 obyvatel a je správním centrem obce Meteora s 22 000 obyvateli a rozlohou 1 658 km². Nachází se v údolí řeky Pinios na úpatí pohoří Pindos.
V antickém období bylo město známé jako Aiginion a pod vládou Byzantské říše jako Stagoi. Stávající název pochází z turečtiny a znamená „mocná pevnost“. Za druhé světové války probíhaly v okolí boje mezi příslušníky Řecké lidové osvobozenecké armády a italskými okupanty.
Kalambaka je centrem turistického ruchu a v televizním hlasování byla zařazena mezi nejkrásnější města Řecka. Nedaleko města se nacházejí monastýry Meteora, které jsou součástí Světového dědictví. Součástí obce je také Pertuli, které patří k nejvýznamnějším střediskům zimních sportů v Řecku. Kalambaka má železniční spojení s Farsalou a přístavem Volos.

## Partnerská města
- Schwabach (Německo)
- Le Haillan (Francie)